# Pomnik Józefa Dowbora-Muśnickiego w Lusowie
Pomnik Józefa Dowbora-Muśnickiego – pomnik Józefa Dowbora-Muśnickiego zlokalizowany w Lusowie (powiat poznański). Był to pierwszy i, jak dotąd jedyny, pomnik generała w Polsce. Pomnik odsłonięto 29 grudnia 2015 we wsi, w której Dowbor-Muśnicki zamieszkiwał w końcowych latach życia. Autorem monumentu stojącego przy miejscowej szkole podstawowej był Robert Sobociński.  
Pomnik o prostej formie (postać w mundurze na cokole) zbudowano dzięki staraniom lusowskiego Towarzystwa Pamięci Generała Józefa Dowbora-Muśnickiego. Część środków na realizację tego celu przekazało Miasto Poznań i województwo wielkopolskie.  
Obiekt poświęcił metropolita poznański abp Stanisław Gądecki. W uroczystości odsłonięcia uczestniczyła m.in. Kompania Honorowa 17 Wielkopolskiej Brygady Zmechanizowanej imienia patrona, generał Mirosław Różański, senator Piotr Florek, sekretarz Rady Ochrony Pamięci Walk i Męczeństwa Andrzej Kunert i przedstawiciele władz państwowych oraz samorządowych. Odczytano też list Piotra Glińskiego – ministra kultury i dziedzictwa narodowego. 